# 米诺利
米诺利（義大利語：Minori）是意大利南部坎帕尼亞大區萨莱诺省的一个市镇，地处阿马尔菲海岸。ISTAT代码为065068。
米诺利的古代拉丁文名称Rheggina Minor，得名于流过的La Rheggina河，与邻近的村落Rheggina Maior（今马约里）的名称形成对比。